# 北極点
北極点（ほっきょくてん、英: North Pole）とは、自転する天体の最北端、北緯90°の地点のことである。自転軸と天体表面が交差する2点のうち1つである。以下、特に断らないかぎり地球の北極点について述べる。
北極点は、歴史時代においては北極海の氷上に位置しており、現在においてはカフェクルベン島の北713.5kmの海上（氷上）とされており、水深は4,261 m (13,980 ft)とされている（北極点に一番近い陸地については地球最北の陸地を参照のこと）。

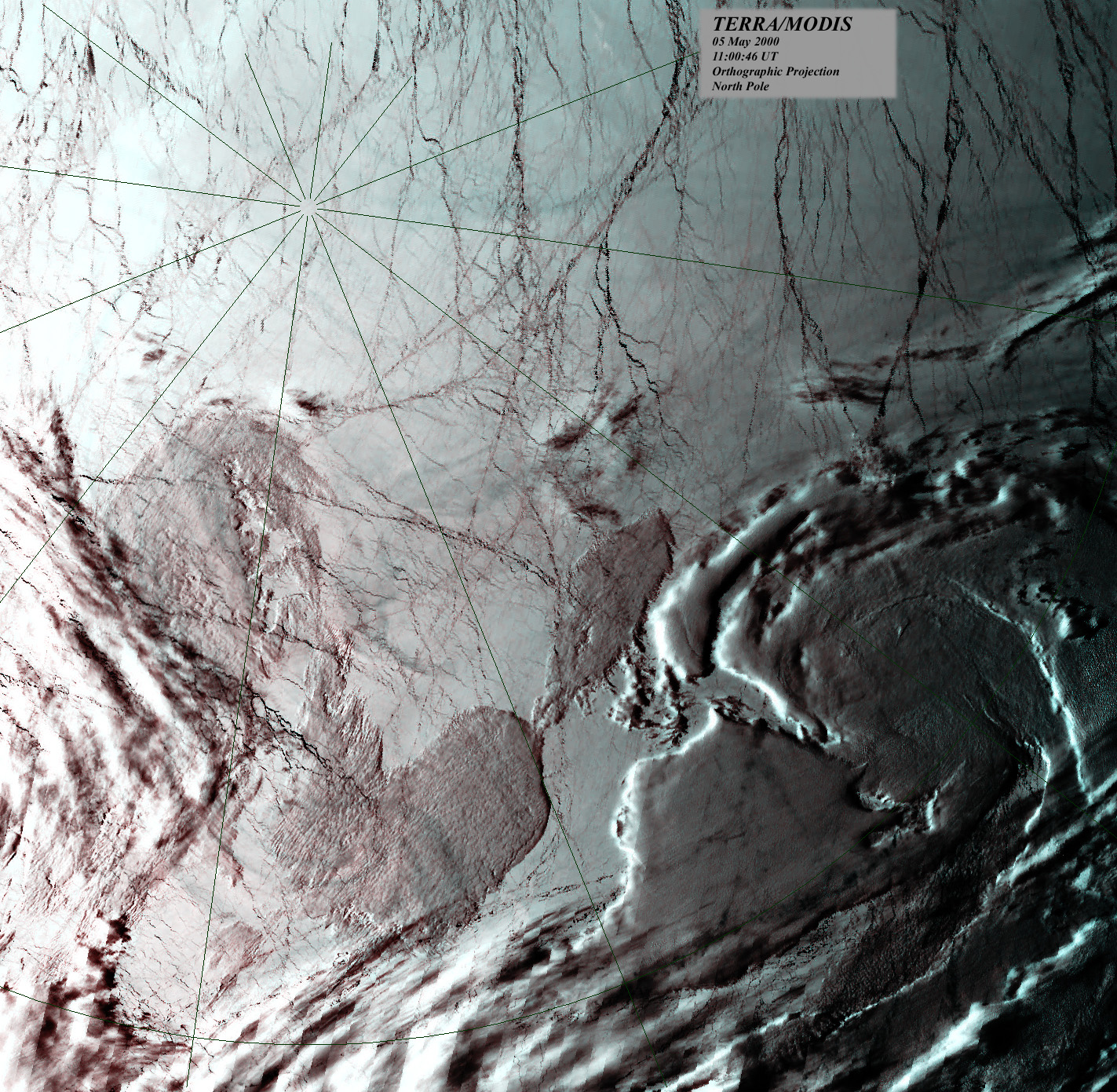
人工衛星テラのMODISから観測した北極点

## 歴史
現在では観光船ツアーなどにより12,000人以上の人が訪れているとも言われるが、過去さまざまな探検家によって到達が試みられた。
- 北極点到達を目指した最初の探検隊のひとつがウィリアム・エドワード・パリーの1827年の探検であり、北緯82度45分に到達した。
- 1876年にはイギリス海軍のアルバート・ヘイスティングス・マーカムが北緯83度20分26秒に到達。
- 1879年から1881年にかけてはアメリカ海軍のジョージ・W・デロング率いるジャネット号が北極点を目指したが遭難し、デロング含む19名が死亡した。
- 1893年、ノルウェーのフリチョフ・ナンセンがフラム号で北極を目指し、北緯86度14分に到達。
- 1897年にはスウェーデンのサロモン・アウグスト・アンドレーが気球による北極点を目指したが、途中で不時着して死亡した。
- 1900年にはイタリアの王族であるルイージ・アメデーオ・ディ・サヴォイア＝アオスタがゼムリャフランツァヨシファから北進し、彼の隊のウンベルト・カーニが北緯86度34分にまで到達[1]。
- 1908年4月21日、アメリカのフレデリック・クックが北極点に到達したと（ロバート・ピアリーの帰還後に）主張したが、実際は数百km手前までしか到達していなかった。
- 1909年4月6日、アメリカのロバート・ピアリーらがカナダ・エルズミア島のコロンビア岬から犬ぞりで北極点初到達した[2]。ただし、厳密には北緯89度57分までの到達だった。また、1990年代ごろから捏造の可能性が指摘されている。捏造であるならば、1926年のアムンセン、ノビレ、エルズワースによる飛行船ノルゲ号での北極海横断飛行が最初の北極点「到達」となる。
- 1926年、アメリカのリチャード・バードが、ノルウェー・スピッツベルゲン島から北極点まで飛行機による往復飛行に成功（1996年に大幅な誤差があったことが発覚）。
- 1937年、ソ連の科学者イワン・ドミトリーヴィッチ・パパーニン（ロシア語版）が北極点に飛行機で氷上着陸することに成功。そのまま氷上で世界初の漂流越冬観測を行った。
- 1958年8月3日、アメリカの原子力潜水艦『ノーチラス号』が北極点を潜航したまま通過して北極海を横断。
- 1959年3月17日、アメリカの原子力潜水艦『スケート号』が北極点に初浮上。
- 1969年、イギリスの探検家ウォリー・ハーバート（英語版）が北極点に徒歩で到達し初の公式認定。
- 1977年、ソ連の原子力砕氷船『アルクティカ』が、水上船として初めて北極点に到達。
- 1978年4月26日、日本大学山岳部が日本人初の北極点到達。犬ぞりを使用。
  - 同年4月29日、日本の冒険家・植村直己が世界初の単独行で北極点到達。犬ぞりを使用。
- 1986年、アメリカのアン・バンクロフト（Ann Bancroft）（英語版）が、女性初の北極点到達[3][注釈 1]。
- 1987年 4月21日、日本の冒険家・風間 深志が史上初めてバイクによる北極点到達に成功。
- 1989年5月10日、日本の女優・和泉雅子が北極点到達。日本人女性では初で、世界の女性でも2人目。スノーモービルでそりを曳いた。
- 2006年4月16日、モナコ公のアルベール2世が国家元首としては初の北極点到達。また、2009年1月に南極点にも到達している。
- 2007年8月2日、ロシアの有人潜水艦『ミール』が北極点の海底を世界で初めて探査し、北極点の海底にロシアの国旗を設置した。

## 時刻
夏には太陽が常に水平面上を移動し白夜が続き、冬には極夜となる。
地球上のほとんどの場所で、現地時間は経度によって、つまり空の太陽の位置にあわせて決められる。しかしこの方法は、経度の存在しない特異点である北極点および南極点においては適用することが不可能である。さらに、北極点には南極点と違い常住人口が存在しない。そのため、北極点には特定のタイムゾーンが割り当てられていない。このような理由により、北極点訪問のときには、訪問者は任意のタイムゾーンを使用することができる。多くの場合、グリニッジ標準時または出発国のタイムゾーンを使用するのが一般的である。

## 気候
北極点は南極点よりもかなり温暖である。これは、南極大陸という巨大な陸塊の中心部にある南極点に比べて、北極点は熱を溜め込んでいる海の上にあり、さらに標高の高い南極点に対しほぼ0mの地点に位置しているためである。北極点での冬（1月）の気温は-43℃から-26℃間で幅があるものの、平均気温は-34℃である。6月から8月にかけての夏の気温は氷点（0℃）前後となる。これまで記録された最高気温はプラス5℃であり、-13.5℃の南極点に比べて非常に暖かい。
北極点の海氷は通常2mから3mの厚さであるが、この厚さは天候や気候の状況によって速やかに変化する。近年、北極点の海氷の厚さは減少傾向にあることが知られている。
| 北緯83度38分、西経33度22分（北極点から709km地点）の気候 | 北緯83度38分、西経33度22分（北極点から709km地点）の気候 | 北緯83度38分、西経33度22分（北極点から709km地点）の気候 | 北緯83度38分、西経33度22分（北極点から709km地点）の気候 | 北緯83度38分、西経33度22分（北極点から709km地点）の気候 | 北緯83度38分、西経33度22分（北極点から709km地点）の気候 | 北緯83度38分、西経33度22分（北極点から709km地点）の気候 | 北緯83度38分、西経33度22分（北極点から709km地点）の気候 | 北緯83度38分、西経33度22分（北極点から709km地点）の気候 | 北緯83度38分、西経33度22分（北極点から709km地点）の気候 | 北緯83度38分、西経33度22分（北極点から709km地点）の気候 | 北緯83度38分、西経33度22分（北極点から709km地点）の気候 | 北緯83度38分、西経33度22分（北極点から709km地点）の気候 | 北緯83度38分、西経33度22分（北極点から709km地点）の気候 |
| 月                                                      | 1月                                                     | 2月                                                     | 3月                                                     | 4月                                                     | 5月                                                     | 6月                                                     | 7月                                                     | 8月                                                     | 9月                                                     | 10月                                                    | 11月                                                    | 12月                                                    | 年                                                      |
| ------------------------------------------------------- | ------------------------------------------------------- | ------------------------------------------------------- | ------------------------------------------------------- | ------------------------------------------------------- | ------------------------------------------------------- | ------------------------------------------------------- | ------------------------------------------------------- | ------------------------------------------------------- | ------------------------------------------------------- | ------------------------------------------------------- | ------------------------------------------------------- | ------------------------------------------------------- | ------------------------------------------------------- |
| 最高気温記録 °C （°F）                                  | −13 (9)                                                 | −14 (7)                                                 | −11 (12)                                                | −6 (21)                                                 | 3 (37)                                                  | 10 (50)                                                 | 13 (55)                                                 | 12 (54)                                                 | 7 (45)                                                  | −2 (28)                                                 | −8 (18)                                                 | −6 (21)                                                 | 13 (55)                                                 |
| 平均最高気温 °C （°F）                                  | −29 (−20)                                               | −31 (−24)                                               | −30 (−22)                                               | −22 (−8)                                                | −9 (16)                                                 | 0 (32)                                                  | 2 (36)                                                  | 1 (34)                                                  | −7 (19)                                                 | −18 (0)                                                 | −25 (−13)                                               | −26 (−15)                                               | −16.2 (2.9)                                             |
| 日平均気温 °C （°F）                                    | −31 (−24)                                               | −32 (−26)                                               | −31 (−24)                                               | −23 (−9)                                                | −11 (12)                                                | −1 (30)                                                 | 1 (34)                                                  | 0 (32)                                                  | −9 (16)                                                 | −20 (−4)                                                | −27 (−17)                                               | −28 (−18)                                               | −17.7 (0.2)                                             |
| 平均最低気温 °C （°F）                                  | −33 (−27)                                               | −35 (−31)                                               | −34 (−29)                                               | −26 (−15)                                               | −12 (10)                                                | −2 (28)                                                 | 0 (32)                                                  | −1 (30)                                                 | −11 (12)                                                | −22 (−8)                                                | −30 (−22)                                               | −31 (−24)                                               | −19.7 (−3.7)                                            |
| 最低気温記録 °C （°F）                                  | −47 (−53)                                               | −50 (−58)                                               | −50 (−58)                                               | −41 (−42)                                               | −24 (−11)                                               | −12 (10)                                                | −2 (28)                                                 | −12 (10)                                                | −31 (−24)                                               | −41 (−42)                                               | −41 (−42)                                               | −47 (−53)                                               | −50 (−58)                                               |
| % 湿度                                                  | 83.5                                                    | 83.0                                                    | 83.0                                                    | 85.0                                                    | 87.5                                                    | 90.0                                                    | 90.0                                                    | 89.5                                                    | 88.0                                                    | 84.5                                                    | 83.0                                                    | 83.0                                                    | 85.83                                                   |
| 出典：Weatherbase                                       |                                                         |                                                         |                                                         |                                                         |                                                         |                                                         |                                                         |                                                         |                                                         |                                                         |                                                         |                                                         |                                                         |

## 物理的概念と地理的概念
物理的には地球の回転主軸と地球表面との交差点であると考えられる。自転の回転主軸自体が微妙に変化することは以下に述べているが、これ以外にもプレートの移動などで地理的な位置に見かけの変化が生まれる。
北極点・南極点・赤道は地球の回転運動から物理的に決定できるが、仮にイギリスのグリニッジ天文台に経線の起点を置くとしても世界の諸大陸や諸都市の座標位置は変化して行く。
地球の回転軸は永久不変に変化しないものではない。それらは天体としての地球における物質の配置により決まっており、質量の配置が変化するとき当然回転軸も変化する（この場合の回転軸は、「慣性主軸」を意味している）。
具体的には、地球表面の温度は地質時代を通じて変動して来たことが知られており、現在より1万年前には北半球を覆う氷の層はもっと厚く領域も広大であった。このように北極および南極に近い領域に大量の氷が氷河の形で蓄積されている場合、地球全体としての回転軸は現在のものとは僅かであるが違った位置にあった。
また、地球では氷河の形成と融解の過程以外にもマントル内において物質の対流が生じている。これはプレートテクトニクス理論が述べるように地殻表面においては大陸のプレートの構成と移動・マントルへのプレートの沈下と湧出という現象となって現れる。マントル対流とプレートの運動は地球全体としての質量分布の変化をもたらし、これによっても回転軸は変動する。従って、極点の位置は変化する。
地質学的な証拠では、亜熱帯または温帯にある陸地に太古の氷河の痕跡がある。また逆に、南極大陸に温帯または亜熱帯の気候でなければ生育しない植物の化石などがある。地質学的太古においては、現在は極近くにある大陸が赤道近くにあったり、逆に赤道近くにある大陸が極近くにあった時代も存在した。

## 磁北極
地球全体として巨大な磁場が構成されており、地球は、巨大な磁石にも喩えられる。北極近くに磁石のS極があり、南極近くに磁石のN極がある。
しかし「近く」と述べたように、地球磁石における北極（これを、「磁北極」と言う）と慣性運動の回転の北極点は一致せず、1000km程度のずれがある。磁場が収束する磁北極に近い位置では、磁場は真下を向いているので方位磁石の示す方向は正確ではなくなる。

## 天体一般での極点
単に「北極点」といえば通常は地球の北極点を指すが、回転している天体一般について北極・南極という概念が適用可能である。自転運動をしている岩の塊程度の大きさの小惑星・地球の月のような衛星・内惑星（水星、金星）・外惑星（火星、木星、土星など）、さらに我々の銀河系（天の川銀河）を含む銀河系一般も自転運動をしているため、北極と南極あるいは北と南が定義される。
恒星・惑星・衛星については、2つの極（自転軸と地表との交点）のうち北極星（地球の自転軸の北極側の延長）に近い方の極を北極と定めている。小惑星や彗星は、自転が右まわり（時計回り）に見える位置から見て手前が南で向こう側が北である。
火星・金星・月などのように、表面が岩石のような固体や水などの液体である天体では、固体（液体）表面と回転主軸の交差点が極点となる。しかし木星や土星のように、表面が気体状態で明確な天体表面というものが確定できない天体の場合、極点を明白に定義することが困難である。
このことは、銀河系や他の銀河のような無数の恒星などから構成される系についても言える。